# Ludgarda Buzek
Ludgarda Maria Buzek z domu Czapla (ur. 11 maja 1935 w Lublińcu) – polska chemik, wykładowczyni akademicka i działaczka samorządowa, doktor habilitowany nauk chemicznych.

## Życiorys
Ukończyła studia na Wydziale Chemicznym Politechniki Śląskiej w Gliwicach. Uzyskała doktorat oraz habilitację. Była profesorem, prorektorem i rektorem Akademii Polonijnej w Częstochowie. Pracowała również na stanowisku docenta w Instytucie Inżynierii Chemicznej PAN. W pracy naukowej specjalizowała się w ochronie środowiska, reaktorach chemicznych i separacji membranowej.
Od 2002 przez trzy kadencje sprawowała mandat radnej Sejmiku Województwa Śląskiego. Po raz pierwszy uzyskała go z listy Wspólnoty Samorządowej Województwa Śląskiego. W trakcie kadencji przeszła z jej klubu do frakcji radnych Platformy Obywatelskiej, z listy której uzyskała reelekcję w 2006. W 2007 opuściła klub PO, współtworząc nowy klub radnych Samorządowa Inicjatywa Obywatelska. W 2010 ponownie uzyskała reelekcję z listy PO. W 2014 nie ubiegała się o wybór na kolejną kadencję.

## Życie prywatne
Jej drugim mężem został Jerzy Buzek, z którym ma córkę Agatę.

## Odznaczenia
W 2002 otrzymała Order Pro Merito Melitensi. W 2004 została odznaczona Krzyżem Oficerskim Orderu Zasługi Republiki Federalnej Niemiec.